# Lycodon alcalai
Lycodon alcalai — вид змій з родини полозових (Colubridae).

## Етимологія
Вид названо на честь філіппінського герпетолога А. С. Алькали за його внесок у вивчення герпетофауни Філіппін.

## Поширення
Ендемік Філіппін, де він відомий з острова Батан (70 км²), сусіднього острова Сабтанг (16 км²), та з острова Калаян. Його можна зустріти на інших менших сусідніх островах. Це низинний вид, що трапляється до 320 м н.р.м.